# Peter Blauner
Peter Blauner, né le 29 octobre 1959 à New York aux États-Unis, est un écrivain et un scénariste américain, auteur de roman policier.

## Biographie
Après des études à l'université Wesleyenne, il est reporter pour The Bulletin (en) et pour The Star-Ledger avant de travailler pour le New York Magazine où il couvre les affaires politiques et criminelles. Quand il cesse d'être reporter, il continue d'écrire des critiques littéraires et parfois des articles pour le quotidien britannique The Times et pour quelques journaux américains, notamment le Chicago Tribune et le San Francisco Chronicle. Il rédige aussi des critiques de cinéma pour le magazine new-yorkais Premiere.
En 1991, il publie son premier roman L'Irréductible (Slow Motion Riot) dont le personnage principal, Steve Baum, est un inspecteur du contrôle judiciaire. Cet ouvrage reçoit le prix Edgar-Allan-Poe du meilleur premier roman en 1992. 
Après Casino Moon (Casino Moon), paru en 1994, il fait paraître en 1996, L'Intrus (The Intruder), un « suspense de qualité », selon Claude Mesplède. Vers l'abîme (Slipping Into Darkness), publié en 2006, « pourrait très bien être le roman policier de l'année », selon USA Today.
Il est le scénariste de plusieurs séries télévisées américaines comme New York, section criminelle (Law and Order: Criminal Intent), Los Angeles, police judiciaire (Law and Order: Los Angeles) et surtout New York, unité spéciale (Law and Order: Special Victims Unit) dont il est également le producteur. 

## Œuvre

### SérieLourdes Robles
- Proving Ground (2017)
- Sunrise Highway (2018)

### Autres romans
- Slow Motion Riot (1991) Publié en français sous le titre L'Irréductible, traduit par Francis Kerline, Paris, Flammarion, 1991  (ISBN 2-08-066521-9)
- Casino Moon (1994) Publié en français sous le titre Casino Moon, traduit par Martine Laroche, Paris, Gallimard, Série noire no 2518, 1998  (ISBN 2-07-049609-0)
- The Intruder (1996) Publié en français sous le titre L'Intrus, traduit par Noël Chassériau, Paris-Monaco, Éditions du Rocher, coll. Grands Romans, 1997  (ISBN 2-268-02507-1) ; réédition, Paris, Pocket no 11434, 2002  (ISBN 2-266-11695-9)
- Man of the Hour (1999) Publié en français sous le titre Temps de chien sur la ville, traduit par Philippe Rouard, Paris, Éditions Belfond, 2002  (ISBN 2-7144-3723-0) ; réédition, Paris, Pocket. Thriller no 11766, 2005  (ISBN 2-266-12756-X)
- The Last Good Day (2003) Publié en français sous le titre Le Dernier Beau Jour, traduit par Robert Pépin, Paris, Éditions du Seuil, coll. Seuil policiers, 2006  (ISBN 2-02-066176-4)
- Slipping Into Darkness (2006) Publié en français sous le titre Vers l'abîme, traduit par Mélanie Carpe, Paris, Éditions de l'Archipel, 2007  (ISBN 978-2-84187-918-2) ; réédition, Paris, Archipoche no 84, 2008  (ISBN 978-2-35287-103-3)
- Picture in the Sand (2023) Publié en français sous le titre Adieu mes frères, 202

### Nouvelles
- Going, Going, Gone (The Best American Mystery Stories (en)) (2007)
- The Consultant (Wall Street Noir) (2007)
- Thank God for Charlie (The Rich and The Dead) (2011)
- The Chair (Kwik Krimes) (2013)
- The Final Testament (Mysterious Press (en)) (2013)

## Filmographie
- 2007 – 2008 : 4 épisodes de la série télévisée américaine New York, section criminelle (Law and Order: Criminal Intent)
- 2010 – 2011 : 4 épisodes de la série télévisée américaine Los Angeles, police judiciaire (Law and Order: Los Angeles)
- 2012 – 2013 – 2014 : 12 épisodes de la série télévisée américaine New York, unité spéciale (Law and Order: Special Victims Unit)

## Sources
- Claude Mesplède (dir.), Dictionnaire des littératures policières, vol. 1 : A - I, Nantes, Joseph K, coll. « Temps noir », 2007, 1054 p. (ISBN 978-2-910-68644-4, OCLC 315873251)